# Општина Неготино
Општина Неготино је једна од 9 општина Вардарског региона у Северној Македонији. Седиште општине је истоимени град Неготино.

## Положај
Општина Неготино налази се у средишњем делу Северне Македоније. Са других страна налазе се друге општине Северне Македоније:
- север — Општина Штип
- исток — Општина Конче
- југоисток — Општина Демир Капија
- југозапад — Општина Кавадарци
- запад — Општина Росоман
- северозапад — Општина Градско

## Природне одлике
Рељеф: Општина Неготино налази у долини Вардара, у плодној долини Тиквеш. Јужни и северни обоф општине је планински и мање погодан за живот.
Клима у општини влада топлија варијанта умерене континенталне климе због утицаја Средоземља.
Воде: Вардар је најзначајнији водоток у општини. Сви мањи водотоци се у њега уливају.

## Становништво
Општина Неготино имала је по последњем попису из 2002. г. 19.212 ст., од чега у седишту општине, граду Неготину, 13.284 ст. (69%). Општина је ретко насељена, посебно сеоско подручје.
Национални састав по попису из 2002. године био је:
|           | Број   | Постотак |
| Укупно    | 19.212 | 100%     |
| Македонци | 17.768 | 92,5%    |
| Срби      | 627    | 3,3%     |
| Роми      | 453    | 2,4%     |
| Турци     | 243    | 1,3%     |
| остали    | 121    | 0,6%     |

## Насељена места
У општини постоји 19 насељених места, једно градско (град Неготино), а осталих 18 са статусом села:
→ * насеље са српском мањином
| - Неготино - Брусник - Вешје - Војшанци - Горњи Дисан | - Доњи Дисан - Дуброво - Јаношево - Калањево - Криволак* | - Курија - Липа - Пепелиште* - Пештерница - Тимјаник | - Тремник* - Црвени Брегови - Џидимирци - Шеоба |  |

## Срби у општини Неготино
| Срби у општини Неготино |              |              |              |
| година пописа           | 1981.        | 1971.        | 1961.        |
| Брусник                 | 1 (25,00%)   | 3 (3,94%)    | 4 (5,33%)    |
| Вешје                   | 2 (1,12%)    | 4 (1,14%)    | 8 (1,84%)    |
| Војшанци                | 42 (9,35%)   | 51 (11,64%)  | 39 (9,13%)   |
| Горни Дисан             | 0            | 0            | 4 (1,24%)    |
| Долни Дисан             | 11 (1,13%)   | 27 (2,79%)   | 19 (2,14%)   |
| Дуброво                 | 11 (10,37%)  | 14 (12,61%)  | 22 (10,32%)  |
| Јаношево                | #            | #            | #            |
| Калањево                | #            | 0            | 2 (2,40%)    |
| Криволак                | 191 (22,44%) | 162 (21,40%) | 172 (25,74%) |
| Курија                  | 7 (2,39%)    | 4 (1,18%)    | 13 (3,25%)   |
| Липа                    | #            | #            | 0            |
| Неготино                | 174 (1,68%)  | 128 (1,79%)  | 43 (1,05%)   |
| Пепелиште               | 217 (22,25%) | 189 (21,90%) | 221 (27,01%) |
| Пештерница              | 0            | 0            | 16 (32,65%)  |
| Тимјаник                | 63 (7,50%)   | 49 (8,07%)   | 72 (13,98%)  |
| Тремник                 | 197 (26,40%) | 55 (8,60%)   | 210 (38,04%) |
| Црвени Брегови          | 3 (1,42%)    | 11 (3,33%)   | 12 (2,31%)   |
| Џидимирци               | #            | #            | 16 (9,19%)   |
| Шеоба                   | #            | #            | 0            |
| укупно                  | 919 (5,74%)  | 697 (5,44%)  | 873 (8,53%)  |